# Dicranomyia lutea
Dicranomyia lutea là một loài ruồi trong họ Limoniidae. Chúng phân bố ở miền Cổ bắc.